# Beatriz Ferreira
Beatriz Iasmin Soares Ferreira (Salvador, 9 de dezembro de 1992), é uma boxeadora brasileira.
Durante os Jogos Olímpicos de Verão de 2016, participou do projeto Vivência Olímpica, em que 20 revelações de diversas modalidades conviveram com os atletas olímpicos brasileiros. Tinha então 23 anos de idade.
No ano seguinte, começou a mostrar bons resultados em competições internacionais. Venceu o Torneio de Belgrado de 2017, derrotando na final a polonesa Aneta Rygieslska por 5 votos a 0. Um mês depois conquistou o título pan-americano da categoria, vencendo a canadense Caroline Veyre, em Tegucigalpa. Ainda em 2017, ganhou uma medalha de bronze no torneio internacional Magomed-Salam Umakhanov, na Rússia.
Em 2018, Beatriz venceu a russa Anastasia Belyakova (medalha de bronze na Rio-2016) na semifinal do Torneio Strandja, em Sófia, mas perdeu a final para a finlandesa Mira Potkonen.
Em outubro de 2019 venceu o título do Campeonato Mundial de boxe na categoria até 60kg. Na decisão, derrotou a chinesa Cong Wang por 5 a 0. Em 2021, foi vice-campeã nos Jogos Olímpicos de Tóquio, perdendo a final para a irlandesa Kellie Harrington.
Ganhou quatro vezes o Prêmio Brasil Olímpico em boxe (2017, 2018, 2019 e 2022), com a edição de 2019 também tendo Beatriz eleita atleta feminina do ano.

## Medalhas e prêmios individuais

### Nacionais
- 2x Campeã Jogos Abertos do Interior (2014 e 2015)
- 2x Campeã Paulista (2016 e 2018)
- 4x Campeã Brasileira (2017, 2018, 2020 e 2022)

### Internacionais
- 2x Ouros — Campeonato Mundial (2019 e 2023)
- 1x Prata — Campeonato Mundial (2022)
- 1x Prata — Jogos Olímpicos (2020)
- 3x Ouros — Strandja Tournament (2019, 2021 e 2023)
- 2x Ouros — Jogos Pan-americanos (2019 e 2023)
- 2x Ouros — Torneio Belgrado Winner (2017 e 2018)
- 1x Ouro — Continental Feminino Elite (2017)
- 1x Ouro — XI Jogos Sul-americanos (2018)
- 1x Ouro — Continental Feminino Elite (2018)
- 1x Ouro — Torneio dos Balcãs (2018)
- 1x Ouro — Feliks Stamm Tournament (2019)
- 1x Ouro — Grand Prix Ustí Nad Laben (2019)
- 1x Ouro — Selesian Tournament (2019)
- 1x Ouro — Torneio dos Balkans (2020)
- 1x Ouro — Cologne Worldcup (2021)
- 1x Ouro — Campeonato Mundial Militar (2021)
- 1x Ouro — Bosckai Tournament (2022)
- 1x Ouro — Continental AMBC Elite (2022)
- 1x Ouro — Grand Prix-Brasil (2022)
- 1x Prata — Eliminatória Jogos Pan-americanos (2019)
- 1 x Prata — 69th Strandja Tournament (2018)
- 1x Prata — Torneio Feliks Stamm (2018)
- 1x Bronze — Torneio Magomed-Salam Mackhachkala (2017)

### Prêmios individuais
- 2x Melhor Atleta do Brasil (2019 e 2023)
- Melhor atleta do mundo pela Aiba (2019)
- 3x Melhor Atleta do Boxe pelo COB (2017, 2018 e 2019) [14]

## Vida pessoal
Bia Ferreira é filha do boxeador bicampeão brasileiro e tricampeão baiano nos pesos galo e supergalo Raimundo Oliveira Ferreira, o Sergipe. Seu pai foi o seu grande incentivador e seu primeiro treinador.

## Curiosidades
- Raimundo Ferreira, pai de Beatriz Ferreira, também foi um pugilista. O “Sergipe” foi bicampeão brasileiro e tricampeão baiano.
- O amor de Bia pelo boxe era tamanho, e veio tão cedo, que aos 15 anos ela começou a dar aulas de boxe.
- Parte do programa Vivência Olímpica, Beatriz participou da delegação brasileira nos Jogos Rio-2016 e foi sparring de Adriana Araújo, a primeira medalhista olímpica do boxe feminino (bronze).
- Beatriz deseja ajudar a igualar o número de categorias do feminino com o masculino, passando de três para cinco. Esta é uma maneira de ajudar a nova geração a não passar pelas mesmas dificuldades da campeã.
- Ferreira tem o melhor resultado no boxe feminino em Olimpíadas (medalha de prata em Tóquio 2020).
- Em julho de 2020, Beatriz Ferreira se tornou a primeira boxeadora brasileira a ser primeira do Ranking Mundial da AIBA na categoria leve (60 kg).
- Bia também é a primeira brasileira eleita como melhor atleta de um Campeonato Mundial de Boxe quando venceu o ouro em 2019.
- A pugilista tem duas irmãs mais novas, Samira e Maria Antônia.
- Em entrevista, a lutadora contou que seu pai tinha uma luta no dia do nascimento da Samira. Seu Raimundo acompanhou o parto e depois buscou Bia em casa para lutar em seguida.
- Bia não só é atleta militar como já ganhou medalha de ouro nos Jogos Mundiais Militares de Moscou 2021 na categoria até 60 quilos.[16]